# Anamycetaea keralae
Anamycetaea keralae es una especie de coleóptero de la familia Endomychidae. Es el único miembro del género Anamycetaea.

## Distribución geográfica
Habita en la India.